# Elezioni generali in Nuova Zelanda del 1984
Le elezioni generali in Nuova Zelanda del 1984 si tennero il 14 luglio per il rinnovo della Camera dei rappresentanti.

## Risultati
| Liste                                 | Voti      | %     | Seggi |
| ------------------------------------- | --------- | ----- | ----- |
| Partito Laburista della Nuova Zelanda | 829 154   | 42,98 | 56    |
| Partito Nazionale della Nuova Zelanda | 692 494   | 35,90 | 37    |
| New Zealand Party                     | 236 385   | 12,25 | –     |
| Partito del Credito Sociale           | 147 162   | 7,63  | 2     |
| Mana Motuhake                         | 5 968     | 0,31  | –     |
| Values Party                          | 3 826     | 0,20  | –     |
| Altri                                 | 14 212    | 0,74  | –     |
| Totale                                | 1 929 201 | 100   | 95    |